# Apelles
Apelles (ur. ok. 370 p.n.e. w Kolofonie lub na Kos, zm. ok. 300 p.n.e. na Kos) – największy wedle opinii starożytnych malarz grecki, syn Pytheosa z Kolofonu.

## Życie
Był jońskim Grekiem. Po studiach u Eforosa w Efezie i w słynnej doryckiej szkole w Sykionie, gdzie jego nauczycielem był Pamfilos, Apelles został nadwornym malarzem i portrecistą Filipa II Macedońskiego i jego syna Aleksandra Wielkiego. Miał wyłączne prawo portretować Aleksandra w malarstwie, tak jak Lizyp w rzeźbie. Później pracował w Efezie, na Kos i Rodos oraz krótko w Aleksandrii na dworze Ptolemeusza I Sotera.
Był najsłynniejszym malarzem swoich czasów i ceny jego obrazów z biegiem czasu rosły. Poddawał je pod krytykę opinii publicznej i zgadzał się na poprawianie błędów, jakie zauważali przechodnie (stąd słynna anegdota o szewcu, którego uwagi na temat złego namalowania obuwia artysta przyjął do wiadomości, lecz sprzeciwił się, gdy szewc zaczął krytykować szaty i proporcje namalowanej osoby, mówiąc mu: "Pilnuj szewcze kopyta" (dosłownie: „Niech szewc nie wyrokuje powyżej obuwia”), po łacinie Ne sutor supra crepidiam).

## Cechy warsztatu artystycznego
Był niezrównanym artystą, nieustannie pracował nad swym stylem i metodami malowania (tradycja przypisuje mu maksymę żadnego dnia bez kreski, przekazaną przez Pliniusza w zlatynizowanej wersji nulla dies sine linea), by w końcu po wielu poszukiwaniach dojść do używania w pracy jedynie czterech kolorów (tetrachromia): białego, czerwonego, żółtego i czarnego, czyli barw malarstwa wazowego. Obrazy Apellesa wyróżniały się:
- mistrzostwem konturu (zwycięska rywalizacja z Protogenesem o cieńszą linię),
- delikatnym kolorytem, co dotyczy zwłaszcza późniejszych prac (efekt ten artysta uzyskiwał dzięki specjalnemu pokostowi – werniksowi zwanym elephantinum łagodzącemu ostrość farb laserunkowych i chroniącym obraz przed kurzem),
- niezrównanym wdziękiem (charis)
- wielkim realizmem (niektóre portrety i obraz rumaka, do którego miały rżeć konie).

Do malarstwa wprowadził postać zwróconą plecami do widza (aversa facie) i różowawą karnację kobiet.
W swoich dziełach, łącząc tradycje jońskie (szkoły Eforosa) z doryckimi (szkoły sykiońskiej), jak się też mówi, łącząc dorycką precyzję z jońską elegancją, dał najdoskonalsze podsumowanie wcześniejszych osiągnięć całego malarstwa greckiego. Doświadczenia artystyczne zawarł w traktacie adresowanym do swego ucznia Perseusza.

## Tematyka prac
Obrazy Apellesa nie zachowały się do naszych czasów. Ich tematyka była wyjątkowo szeroka: portret (m.in. konny), autoportret, alegorie, sceny mitologiczne, zwierzęta, a nawet zjawiska natury, np. błyskawice, piorun, huragan.

### Portrety i alegorie
Namalował wiele znakomitych portretów, głównie władców i dostojników: m.in. Filipa II i Aleksandra Wielkiego (co najmniej po kilka), Antygona Jednookiego (dla ukrycia defektu ukazanego w trzech czwartych), satrapy Lidii Menandra, arcykapłana świątyni Artemidy efeskiej Megabyzosa i dowódcy Aleksandra Wielkiego Klejtosa. Malował jednak też portrety zwykłych ludzi np. aktora Gorgosthenesa (prawdopodobnie jego kopia znajduje się w Herkulanum) czy też portret hetery Pankaspe. Wizerunki przez niego tworzone tak doskonale oddawały charakter malowanych osób, że nazywano je niedyskretnymi. Wykonał także pierwszy w historii autoportret.
Ponadto namalował równie wiele obrazów o treściach alegorycznych i mitologicznych np. Triumf Aleksandra Wielkiego ze spętaną wojną, Heraklesa, Tyche i Charis (Wdzięk).

### Najwybitniejsze dzieła

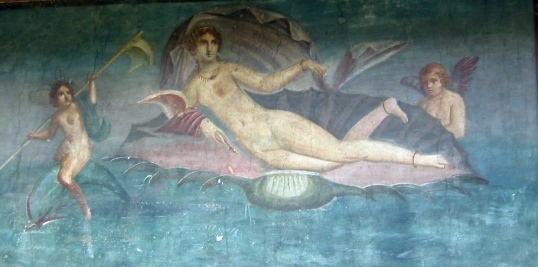
Fresk pompejański, najprawdopodobniej bazujący na zaginionym malowidle Afrodyta Anadyomene Apellesa

- Afrodyta wynurzająca się z piany morskiej (Afrodyta Anadyomene) namalowana dla świątyni Asklepiosa (Asklepiejonu) na Kos; podobno do tego obrazu pozowała mu znana hetera Fryne, inni twierdzą, że faworyta Aleksandra Wielkiego Pankaspe; według Pliniusza Starszego krople wody z mokrych włosów bogini rozpryskiwały się, tworząc wokół niej srebrzysty obłok; obraz ten przewieziony został później przez Augusta do Rzymu i umieszczony w świątyni poświęconej Cezarowi,
- Aleksander Wielki z piorunem Zeusa – obraz dla świątyni Artemidy (Artemizjonu) w Efezie
- Kalumnia (inne nazwy: Oszczerstwo, Potwarz) inspirowana intrygą uknutą przeciwko artyście na dworze Ptolemeusza przez innego malarza Antyfilosa; był to obraz alegoryczny, którego opis pozostawił Lukian, a na którego opisie oparł się Sandro Botticelli malując swój obraz Oszczerstwo według Apellesa.